# Merosargus frontatus
Merosargus frontatus är en tvåvingeart som beskrevs av Ignaz Rudolph Schiner 1868. Merosargus frontatus ingår i släktet Merosargus och familjen vapenflugor.
Artens utbredningsområde är Colombia. Inga underarter finns listade i Catalogue of Life.